# Дорога к матери (фильм)
«Дорога к матери» (каз. Анаға апарар жол) — фильм казахстанского режиссёра Акана Сатаева, повествующий о судьбе мальчика по имени Ильяс. Премьера картины состоялась 8 сентября 2016 года.

## Сюжет
Фильм повествует о мальчике Ильясе, в судьбе которого было не мало трудностей. Он рано расстался с матерью и долго не мог с ней встретиться. Ильяс показывает невероятную стойкость духа, патриотизм, мужество и небывалую самоотверженность. Даже перед страхом смерти, он не теряет надежды воссоединиться с родным человеком — матерью.

## В ролях
| Персонаж             | Актер                                           |
| -------------------- | ----------------------------------------------- |
| Адиль Ахметов        | Ильяс                                           |
| Алтынай Ногербек     | Мариям, мать Ильяса                             |
| Аружан Джазильбекова | Умит                                            |
| Берик Айтжанов       | Лукпан, дядя Ильяса                             |
| Еркебулан Даиров     | Мукан, отец Ильяса                              |
| Андрей Душечкин      | Давид Шломович, директор детского дома в Одессе |
| Вячеслав Павлють     | Яким                                            |
| Азамат Сатыбалды     | Хамит                                           |

## Награды
В 2016 году фильм стал лауреатом Гран-при кинофестиваля «Евразийский мост», а актриса Алтынай Ногербек получила Приз за лучшую женскую роль.
В 2018 году съёмочная группа фильма получила Государственную премию Республики Казахстана в области литературы и искусства.